# 戈梅利宮

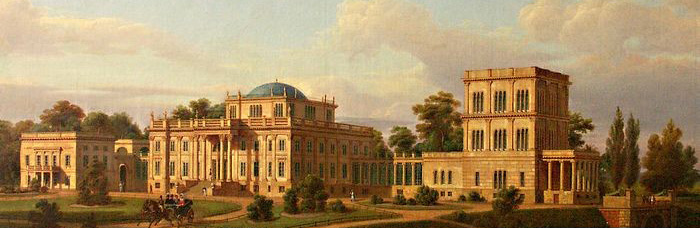
戈梅利宮

戈梅利宮是位於白俄羅斯城市戈梅利的一座歷史建築。該建築位於索日河右岸，長800米。戈梅利宮也出現在20000白俄羅斯盧布紙幣的設計上。建築修建於1777年至1796年之間。